# Heli Dungler

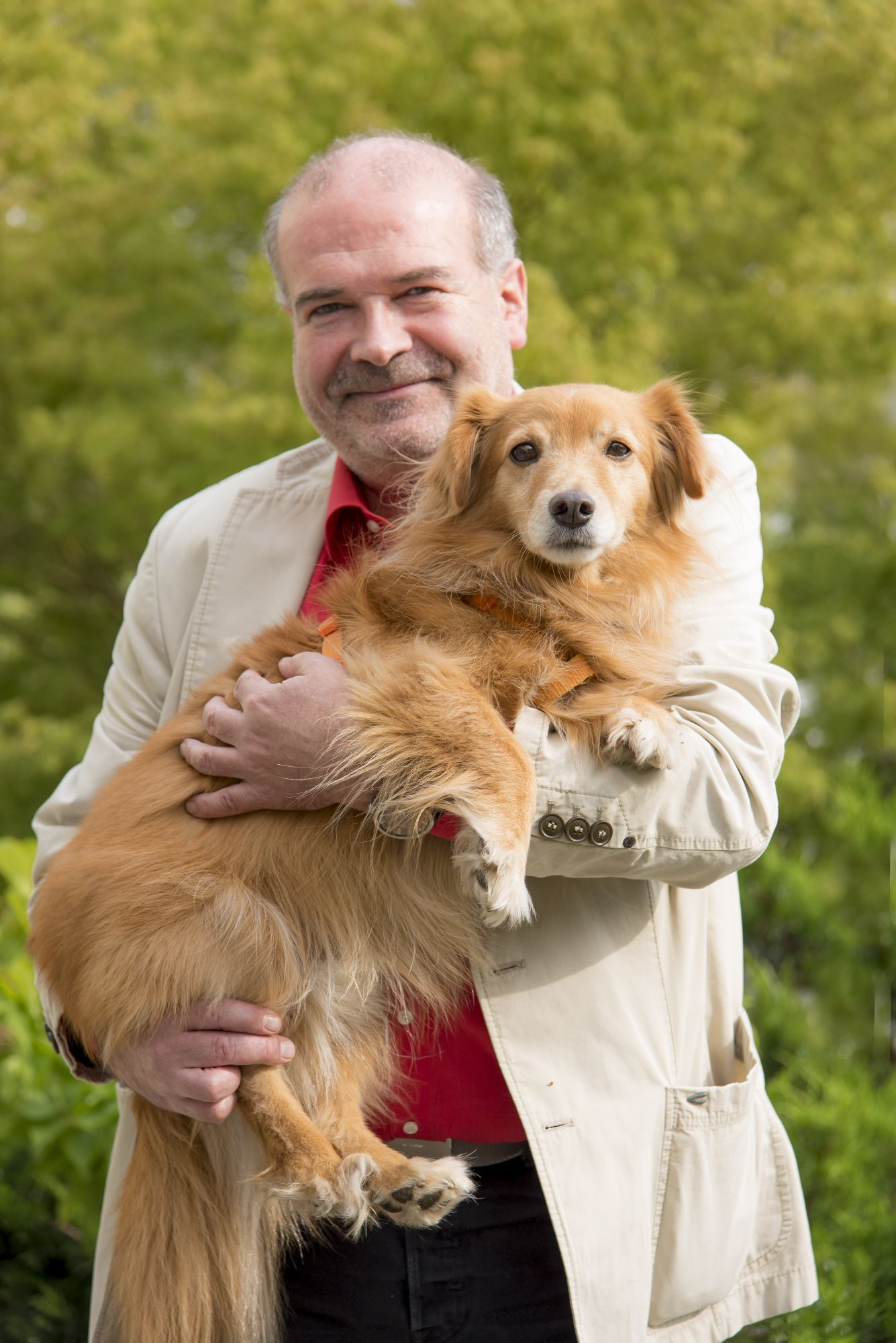
Heli Dungler (2019)

Helmut „Heli“ Dungler (* 1963 in Waidhofen an der Thaya; † 5. Jänner 2020 in Bethlehem (Südafrika)) war ein österreichischer Tierschützer sowie Gründer und Präsident der Tierschutzorganisation Vier Pfoten.

## Leben
Nach der Absolvierung des Zivildiensts ging er nach Wien, wo im Jahr 1984 seine aktive Laufbahn im Tierschutz als Mitarbeiter für Meeresökologie und Walfang für Greenpeace Österreich begann. 1987 und 1988 arbeitete Dungler als freiberuflicher Experte für Pelztierzucht. Nach anfänglicher Aufklärungsarbeit mit Tierschutzaktivisten gründete er am 4. März 1988 in Wien die Tierschutzorganisation Vier Pfoten, die mittlerweile in 15 Ländern vertreten ist.
Dungler starb am 5. Jänner 2020 an einem Herzinfarkt. Er war verheiratet, hatte eine Tochter, einen Hund und zwei Katzen.

## Wirken
In den 1990er-Jahren widmete sich Dungler vor allem den Tierschutzthemen Pelztierzucht, Hühnerlegebatterien und Zirkustiere. Im Jahr 1994 rief er das erste Streunertiere-Projekt Stray Animal Care (SAC) in Rumänien ins Leben. 1998 war Dungler nach Jahren des Einsatzes gegen Pelztierzucht in Österreich maßgeblich an der Schließung der letzten heimischen Pelztierfarm im Waldviertel beteiligt. Heli Dungler war auch Vorreiter beim Verbot der Hühner-Käfighaltung in Österreich, beim Importverbot von gestopften Gänsen und Enten sowie bei der Beendigung des Kükenschredderns in der österreichischen Bio-Branche. 1998 wurde auf Initiative Dunglers der Bärenwald Arbesbach im Waldviertel eröffnet. Ein weiterer Erfolg war das Verbot von Pelztierfarmen und Wildtieren in Zirkussen im Rahmen des Bundestierschutzgesetzes 2005, für das unter anderen Heli Dungler den Weg bereitete. Darüber hinaus setzte er sich durch Verhandlungen mit Entscheidungsträgern weltweit für höhere Tierschutzstandards in der Landwirtschaft, für Gesetzesänderungen bei der Haltung von Braunbären sowie den Schutz von Großkatzen und Streunertieren ein. Auch in der globalen Tiernothilfe, vor allem in Krisengebieten, machte sich Dungler mit Vier Pfoten in seinen letzten Jahren einen Namen. Heli Dungler war Jurymitglied des Bundestierschutzpreises und Vorstandsmitglied bei Eurogroup for Animals.

## Auszeichnungen
- 2018: Fundraiser des Jahres 2018[13]
- 2013: Goldenes Verdienstzeichen des Landes Wien[14]
- 2008: Silbernes Ehrenzeichen für Verdienste um die Republik Österreich[15]
- Im Juli 2020 wurde bekannt gegeben, dass ein neues Siedlungsprojekt in Waidhofen an der Thaya Heli Dungler Siedlung benannt wird.[16] 2021 wurde dort die Heli-Dungler-Straße eröffnet.[17]

## Publikationen
- Mark Perry, Helmut Dungler: Unvergessliche Tierschicksale: Die bewegendsten Geschichten aus 25 Jahren. Braumüller Verlag, Wien 2013, ISBN 978-3991000945.